# Liste der Stolpersteine in Eichstetten

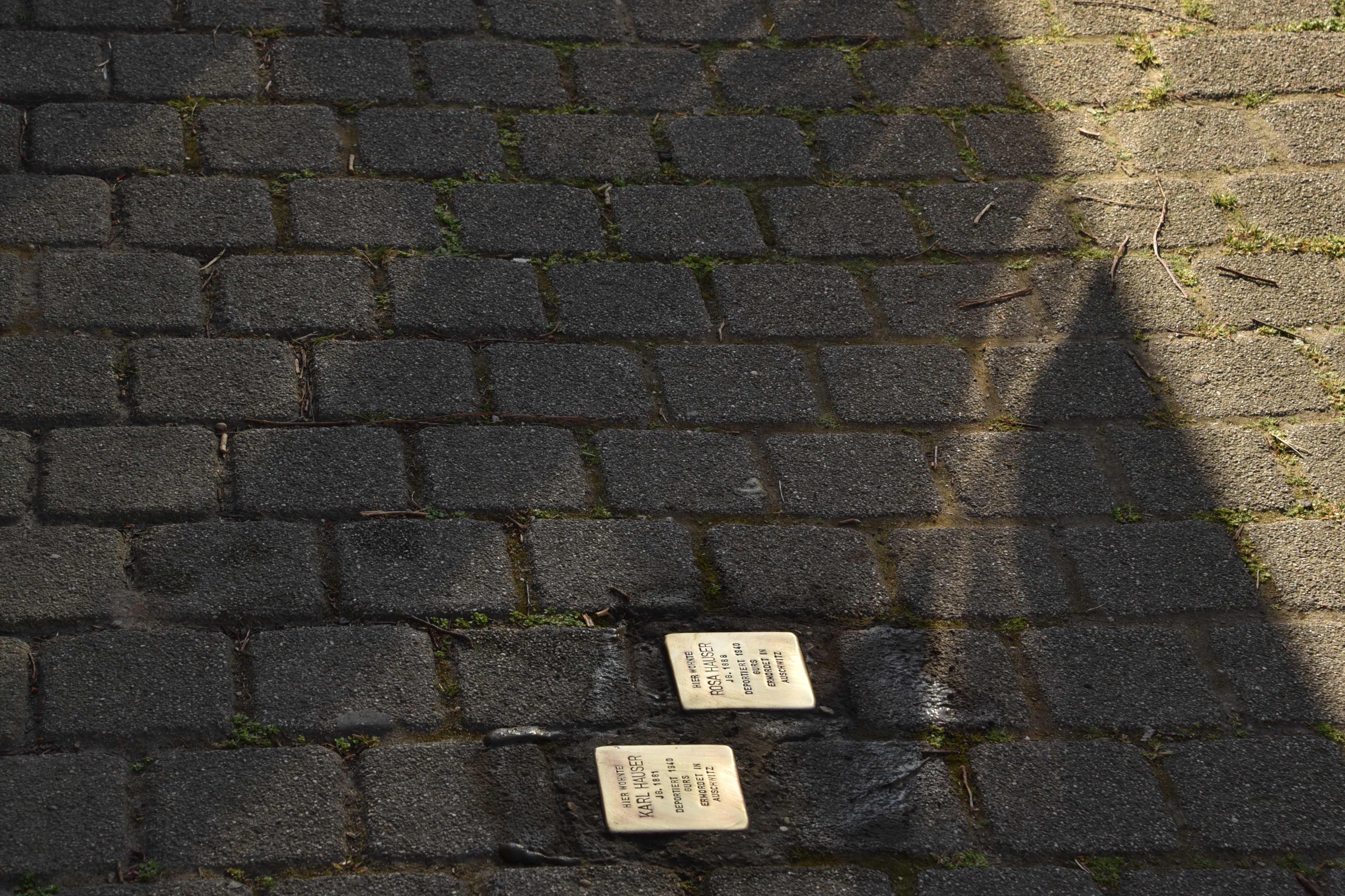
Stolpersteine für die Geschwister Karl und Rosa Hauser

Die Liste der Stolpersteine in Eichstetten führt die vom Künstler Gunter Demnig verlegten Stolpersteine im baden-württembergischen Eichstetten am Kaiserstuhl auf.

## Juden in Eichstetten
Die ersten Menschen jüdischen Glaubens kamen Anfang des 18. Jahrhunderts als Flüchtlinge aus der Schweiz und dem Elsass nach Eichstetten. Sie siedelten sich im Gebiet der „Judengasse“ (heute „Eisengasse“, im Volksmund „Judengäßle“) und dem Altweg an. 1721 wurden sechs jüdischen Familien gezählt, 1777 lebten 92 Menschen jüdischen Glaubens in Eichstetten. 1871 lebten 420 Menschen jüdischen Glaubens hier, ungefähr 13 % der Gesamtbevölkerung, danach nahm die Anzahl der Juden langsam ab. Zur jüdischen Gemeinde Eichstetten  zählten auch die in Endingen und Rigel lebenden Menschen jüdischen Glaubens. Die jüdischen Familien lebten größtenteils vom Viehhandel, einige Familien vom Einzelhandel. Die Eichstetter Gemeinde hatte eine Synagoge mit einem religiösen Bad, eine Schule und einen Friedhof. Der letzte Lehrer der Gemeinde war Leopold Mirwis, der 1940 deportiert wurde. Während des Ersten Weltkrieges wurden auch Eichstettener Juden eingezogen, von denen einige; sie sind namentlich auf dem Gefallenendenkmal erwähnt. Um 1924 zählten 130 Menschen zur jüdischen Gemeinde, das waren 6,2 % der Gesamtbevölkerung. 1933 gab es nur noch 91 jüdische Einwohner. Auf Grund von Boykotten, Repressalien und Entrechtungen verließen 50 Menschen jüdischen Glaubens die Stadt, elf weitere starben bis 1940.

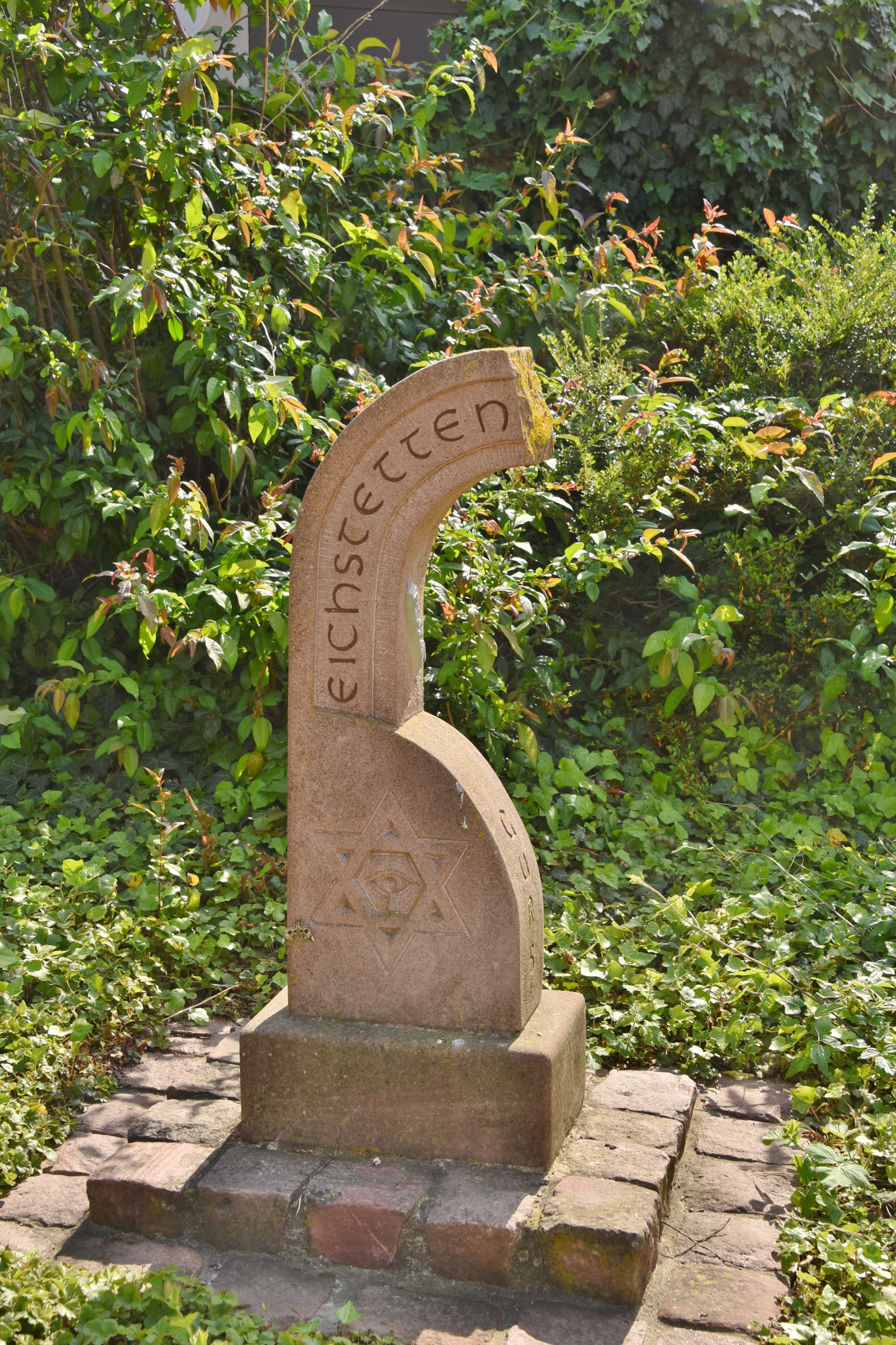
Gedenkstein zur Erinnerung an die in das Camp de Gurs deportierten Juden

 Bereits 1938, drei Jahre vor der Einführung der Kennzeichnungspflicht im Deutschen Reich durch einen Judenstern, verfügte der Dorfpolizist, dass alle Juden eine gelbe Armbinde zu tragen hätten. Während der Novemberpogrome wurde die Synagoge zerstört, die jüdische Bevölkerung musste bei den Aufräumarbeiten helfen, die Kosten wurden der jüdischen Gemeinde in Rechnung gestellt. 18 Männer wurden im Zuge der Pogrome verhaftet und ins KZ Dachau deportiert. 17 von ihnen kehrten nach und nach zurück, Siegfried Bloch verlor sein Leben auf Grund von Torturen in Dachau. Am 22. Oktober 1940 wurden die letzten 30 jüdischen Bewohner ins Camp de Gurs deportiert. Eichstetten war damit „judenfrei“.

## Gedenkarbeit in Eichstetten
Im Jahr 1983 wurde nach der Renovierung des einzig noch stehenden Relikts der ehemaligen Synagoge durch die Gemeinde Eichstetten erstmals eine Gedenktafel öffentlich zur jüdischen Vergangenheit im Kaiserstuhldorf angebracht. 1988 wurde ebenfalls nach einer umfangreichen Renovierung der Außenanlagen beim jüdischen Friedhof eine Gedenktafel zur Erinnerung an die jüdischen NS-Opfer Eichstettens enthüllt. Schülerinnen und Schüler der örtlichen Hauptschule gestalteten 2008 einen Memorialstein als Teil des Projektes Mahnmal Neckarzimmer und 2010 wurde zum 70sten Jahrestag der Reichspogromnacht auf der Mauer der ehemaligen Synagoge eine weitere Gedenktafel angebracht.
Der erste Stolperstein in Eichstetten wurde im April 2003 in der Hauptstraße für Abraham Dreifuß verlegt, der im Konzentrationslager Dachau ermordet wurde. Initiiert wurde der Stolperstein von Ursula Kügele. Insgesamt wurden in Eichstetten 47 Stolpersteine verlegt. Die Kosten für Herstellung und Verlegung der meisten Stolpersteine wurden über Spendenaktionen des Heimat- und Geschichtsvereins Eichstetten gesammelt. Eingebettet waren die Stolpersteinverlegungen in eine Reihe von Vorträgen, Begegnungen mit Zeitzeugen und Besuchen von Überlebenden und deren Familien.

## Stolpersteine
Die Tabelle ist teilweise sortierbar; die Grundsortierung erfolgt alphabetisch nach dem Familiennamen des Opfers. Die Verlegedaten finden sich in einem eigenen Absatz unterhalb der Liste.
| Bild | Inschrift | Standort                               | Leben |
| ---- | --- | -------------------------------------- | --- |
|      | HIER WOHNTE ILSE BIEDERMANN GEB. HOFELER JG. 1905 DEPORTIERT 22.10.1940 GURS ERMORDET IN AUSCHWITZ                    | Bahlinger Straße 5 ·                   | Ilse Biedermann, geborene Hofeler, wurde am 26. Januar 1905 in Eichstetten geboren. Ihre Eltern waren der Viehhändler Alfred Hofeler und Marie, geborene Maier. Sie hatte zwei Brüder: Max (geboren 1906) und Arthur (geboren 1910). Ihre Großmutter war Auguste Hofeler, eine in Eichstetten bekannte Persönlichkeit. Im Juni 1932 starb ihre Mutter. Ab 1935 war ihr Vater von den restriktiven Maßnahmen des sogenannten „Reichsnährstandes“ des NS-Regimes betroffen. Am 21. Februar 1936 heiratete Ilse Hofeler den 35-jährigen Isidor Biedermann aus Randegg. Im April 1936 zog das Paar nach Gailingen am Hochrhein. Ebenfalls im April 1936 wanderte ihr Bruder Max, der bis dahin im väterlichen Viehhandel half, nach Argentinien aus. 1937 verlor ihr Vater aus rassistischen Gründen seine Konzession. Damit war auch die Existenzgrundlage ihrer Großmutter und ihrer zwei verwitweten Tanten in Frage gestellt. Am 7. Februar 1938 wurde Ilse Biedermann und ihr Mann Eltern. Im jüdischen Krankenhaus von Gailingen kam Marianne zur Welt. Ihr Bruder Arthur, der bis 1935 Reisender für die Papierfabrik Epstein war, emigrierte im selben Jahr. Er und seine Ehefrau Else zogen zuerst nach Schmieheim und wanderten dann nach England aus und emigrierten schließlich in die USA. Auch Ilse Biedermann und ihr Ehemann bemühten sich um die nötigen Papiere für die Auswanderung. Es gelang jedoch nicht. Am 22. Oktober 1940 wurden das Ehepaar, deren zweijährige Tochter und der Bruder von Isidor Biedermann nach Gurs deportiert. Auch ihr Vater, dessen 87-jährige Mutter und die zwei verwitweten Tanten wurden inhaftiert. Die Großmutter starb. Alfred Hofeler und seine Schwester Regine Kleefeld wurden in ein französisches Altersheim verlegt und konnten das NS-Regime überleben. Das Ehepaar Biedermann trennte sich von ihrer Tochter und übergab sie einer Hilfsorganisation, die sie in Sicherheit brachte. Mitte 1942 begann der Abtransport der jüdischen Gefangenen. Sie kamen in das Sammellager Drancy bei Paris. Am 4. November 1942 wurde sie mit dem Transport 40, Zug DA 901/35 zusammen mit ihrem Ehemann ins Auschwitz deportiert. Dort wurden Ilse Biedermann und ihr Ehemann ermordet. Bruder Arthur Hofeler hatte in New York über 20 Jahre lang ein Lebensmittelgeschäft, war dort ein weiteres Mal verheiratet. Im Juni 1970 wurde er überfallen und erschossen. Die Tochter konnte überleben. Sie kam 1946 als 8-jähriges Mädchen in die USA und wurde von Marcel Dreifuss (geboren 1901, ursprünglicher Name Max Dreifuss), einem Freund der Familie, und dessen Frau Erna adoptiert. Die Adoptiveltern stammten ebenfalls aus Eichstetten. Marianne Dreifuss-Biedermann verstarb schon früh. |
|      | HIER WOHNTE AUGUSTE BLOCH GEB. WEIL JG. 1884 DEPORTIERT 1940 GURS ERMORDET IN AUSCHWITZ                               | Hauptstraße 54 ·                       | Auguste Bloch, geborene Weil, wurde am 8. März 1884 in Breisach geboren. Sie war die Tochter der Lebensmittelhändlerin Ernestine Weil und deren Ehemann Isak Weil. Sie hatte den älteren Bruder Emil (geboren 1938). Die Familie zog für einige Jahre in die USA, nach Buffalo, dorthin war ihr Vater vor einem drohenden Konkurs geflüchtet. Dort wurde ihr jüngerer Bruder Jakob 1897 geboren. Ihr Vater starb und ihre Mutter zog mit ihr und ihrem jüngeren Bruder nach Eichstetten. Dort starb Jakob 1890. Im Jahr 1906 heiratete sie den aus Schmieheim stammenden Siegfried Bloch. Das Ehepaar betrieb ein Kurzwarengeschäft im Haus Hauptstraße 54 und wohnte auch dort. Sie hatten einen Sohn, Isidor Weil, geboren am 17. November 1907. Im Rahmen der Novemberpogrome von 1938 wurden alle jüdischen Männer Eichstettens verhaftet und in das KZ Dachau verschleppt, auch ihr Ehemann. Er konnte, so das Eichstettener Stolpersteinprojekt, „die Haftbedingungen, die Willkürakte und Torturen“ nicht überleben. Ab den Novemberpogromen konnte sich kein Jude in Deutschland mehr sicher fühlen. Spätestens ab Ende 1938 lebte Auguste Blochs Mutter ebenfalls bei den Blochs, sie zog im Januar 1940 nach Unna in ein israelitisches Altersheim. Im Februar 1940 zog Auguste Bloch nach Freiburg im Breisgau, hielt sich aber weiterhin öfters in Eichstetten auf. Sie wurde verhaftet und am 22. Oktober 1940 in das Camp de Gurs nördlich der Pyrenäen deportiert. In Gurs traf sie ihren Bruder Emil und dessen Sohn Manfred wieder. Am 10. August 1942 wurde sie über Drancy mit dem Transport 17, Zug 901-12 in das KZ Auschwitz. Auguste Bloch hat die Shoah nicht überlebt. Ihre Mutter wurde 1942 nach Theresienstadt deportiert und verlor dort an dem Tag, an dem Auguste Bloch nach Auschwitz deportiert wurde, ihr Leben. Ihr Bruder Emil wurde ebenfalls 1942 in Auschwitz ermordet. Ihr Sohn konnte rechtzeitig in die USA emigrieren und überleben. |
|      | HIER WOHNTE BERNHARD BLOCH JG. 1863 DEPORTIERT 1940 TOT IN GURS                                                       | Bahlinger Straße 3 ·                   | Bernhard Baruch Bloch wurde am 8. Februar 1863 in Eichstetten geboren. Er war Schuhhändler und heiratete am 10. Dezember 1890 Lina, geborene Hofeler. Das Paar hatte vier Kinder: Sophie genannt Sowe (geboren 1891), Bella (geboren 1892) und Emma (geboren 1898) und ein weiteres Kind, das aber bereits im Kindesalter starb. Emma wanderte nach dem Ende des Ersten Weltkrieges in die USA aus, heiratete dort und hieß Emmy Hamburger. Auch seine Tochter Bella wanderte aus, ebenfalls in die USA, sie starb 1935 in Cedarhurst. 1931 starb Bernhard Blochs Frau Lina, seine Tochter Sophie kümmerte sich um den Vater. Am 22. Oktober 1940 wurde er zusammen mit seiner Tochter ins Camp de Gurs deportiert. Auf Grund der Lagerbedingungen verlor Bernhard Baruch Bloch am 17. November 1940 dort sein Leben. Seine Tochter Sophie Bloch wurde 1942 nach Auschwitz deportiert und dort ermordet. |
|      | HIER WOHNTE GUSTAV BLOCH JG. 1878 DEPORTIERT 1940 GURS ERMORDET IN AUSCHWITZ                                          | Hauptstraße 27 ·                       | Gustav Bloch wurde am 2. Juli 1878 in Eichstetten geboren. Seine Eltern waren Maier Hirsch Bloch und Theresia, geborenen Guggenheimer. Er war das fünfte Kind der Familie, seine Geschwister sind alle im Kleinkindalter verstorben. Bloch übernahm den Viehhandel seines Vaters. Er war verheiratet mit Mathilde, geborene Lehmann. Das Paar hatte vier Kinder: Margarethe (geboren 1908), Maier Max (geboren 1909), Hermann (geboren 1911) und Ludwig (geboren 1916). Ab 1937 durfte er nicht mehr als Viehhändler arbeiten. Am 11. November 1938 wurde Gustav Bloch verhaftet und nach Dachau deportiert, kam aber wieder frei. Am 22. Oktober 1940 wurde er zusammen mit seiner Frau nach Gurs deportiert. Drei seiner Kinder wurden ebenfalls nach Gurs deportiert, jeweils aus anderen Orten. Seine Frau Mathilde überlebte das Lager nur knapp zwei Monate. Am 10. August 1942 wurde er zusammen mit seinen Söhnen Hermann und Meier Max nach Auschwitz deportiert. Gustav Bloch hat die Shoah nicht überlebt. Seine Tochter Margarethe bekam in Gurs ein Kind und schaffte die Flucht nach Kanada. Sein Sohn Ludwig machte eine Lehre zum Bäcker, dann eine landwirtschaftliche Ausbildung, um sich auf eine Auswanderung nach Palästina vorzubereiten, wohin er 1932 emigrierte. |
|      | HIER WOHNTE HERMANN BLOCH JG. 1911 DEPORTIERT 1940 GURS ERMORDET IN AUSCHWITZ                                         | Hauptstraße 27 ·                       | Hermann Bloch wurde am 15. November 1911 in Freiburg im Breisgau geboren. Seine Eltern waren der Viehhändler Gustav Bloch und Mathilde, geborene Lehmann. Er hatte drei Geschwister: Margarethe (geboren 1908), Maier Max (geboren 1909) und Ludwig (geboren 1916). Er half seinem Vater im elterlichen Viehhandel. Hermann Bloch versuchte nach Frankreich zu flüchten, dies misslang. Am 22. Oktober 1940 wurde er nach Gurs deportiert, es wird vermutet, dass er aus Paris deportiert wurde. In Gurs befanden sich auch seine Eltern und zwei seiner Geschwister, nur sein Bruder Ludwig konnte sich durch eine Ausreise nach Palästina in Sicherheit bringen. Am 10. August 1942 wurde er zusammen mit seinen Eltern und seinem Bruder Meier Max nach Auschwitz deportiert. Hermann Bloch hat die Shoah nicht überlebt. Aus seiner nahen Familie konnte sich auch noch seine Schwester Margarethe mit ihrem in Gurs geborenen Kind nach Kanada retten. |
|      | HIER WOHNTE MAIER MAX BLOCH JG. 1909 DEPORTIERT 1940 GURS ERMORDET IN AUSCHWITZ                                       | Hauptstraße 27 ·                       | Maier Max Bloch wurde am 7. September 1909 in Eichstetten geboren. Seine Eltern waren der Viehhändler Gustav Bloch und Mathilde, geborene Lehmann. Er hatte drei Geschwister: Margarethe (geboren 1908), Hermann (geboren 1911) und Ludwig (geboren 1916). Er war Gehilfe im elterlichen Viehhandel. Am 11. November 1938 wurde Meier Max Bloch verhaftet und nach Dachau deportiert, am 28. Dezember 1938 wurde er wieder frei gelassen. 1940 zog er nach Freiburg. Am 22. Oktober 1940 wurde er nach Gurs deportiert. In Gurs befanden sich auch seine Eltern und zwei seiner Geschwister, nur sein Bruder Ludwig konnte sich durch eine Ausreise nach Palästina in Sicherheit bringen. Am 10. August 1942 wurde er zusammen mit seinen Eltern und seinem Bruder Hermann nach Auschwitz deportiert. Meier Max Bloch hat die Shoah nicht überlebt. |
|      | HIER WOHNTE MATHILDE BLOCH GEB. LEHMANN JG. 1876 DEPORTIERT 1940 GURS ERMORDET 18.12.1940                             | Hauptstraße 27 ·                       | Mathilde Bloch, geborenen Lehmann, wurde am 13. Februar 1876 in Offenburg geboren. Sie war verheiratet mit Gustav Bloch, einem Viehhändler. Das Paar hatte vier Kinder: Margarethe (geboren 1908), Maier Max (geboren 1909), Hermann (geboren 1911) und Ludwig (geboren 1916). Mathilde Bloch führte den Haushalt. Am 22. Oktober 1940 wurde sie zusammen mit ihrem nach Gurs deportiert. Drei ihrer Kinder wurden ebenfalls nach Gurs deportiert, jeweils aus anderen Orten. Mathilde Bloch überlebte nur zwei Monate im Lager, sie verlor ihr Leben am 18. Dezember 1940. Ihr Ehemann wurde am 10. August 1942 zusammen mit ihren Söhnen Hermann und Meier Max nach Auschwitz deportiert. Alle drei haben die Shoah nicht überlebt. Ihre Tochter Margarethe bekam in Gurs ein Kind und schaffte die Flucht nach Kanada. Ihr Sohn Ludwig machte eine Lehre zum Bäcker, dann eine landwirtschaftliche Ausbildung, um sich auf eine Auswanderung nach Palästina vorzubereiten, wohin er 1932 emigrierte. |
|      | HIER WOHNTE RAHEL 'RESCHA' BLOCH JG. 1885 DEPORTIERT 1940 GURS ?                                                      | Hauptstraße 22 ·                       | Rahel Bloch genannt Rescha, wurde 1885 in Eichstetten geboren. Ihre Eltern waren der Kaufmann Leopold Bloch (1846-1910) und Klara (geboren 1857), geborene Maier. Sie hatte insgesamt elf Geschwister, drei stammten aus der ersten Ehe ihres Vaters mit Babette, geborene Maier (geboren 1853), die 26-jährig verstarb. In den 1930er Jahren lebte sie zusammen mit ihrer Halbschwester Julie, verwitwete Moses. Julie Moses gelang die Ausreise in die Schweiz. Rahel Bloch wurde am 22. Oktober 1940 nach Gurs deportiert. Wahrscheinlich wurde sie von dort über Drancy nach Auschwitz deportiert. Rahel Bloch hat die Shoah nicht überlebt. |
|      | HIER WOHNTE SIEGFRIED BLOCH JG. 1881 VERHAFTET 1938 DACHAU ERMORDET 8.12.1938                                         | Hauptstraße 54 ·                       | Siegfried Bloch wurde am 9. September 1881 im badischen Schmieheim geboren. 1906 heiratete er Auguste, geborene Weil. Das Paar hatte ein Kurzwarengeschäft im Haus Hauptstraße 54 und wohnte auch dort. Sie hatten einen Sohn, Isidor Weil (geboren 1907). Im Rahmen der Novemberpogrome von 1938 wurden alle jüdischen Männer Eichstettens verhaftet und in das KZ Dachau deportiert. Siegfried Bloch verlor dort, auf Grund der erlittenen Torturen am 8. Dezember 1938 sein Leben. Seine Frau wurde 1942 nach Auschwitz deportiert und hat die Shoah ebenfalls nicht überlebt, sein Sohn emigrierte rechtzeitig in die USA. |
|      | HIER WOHNTE SOPHIE BLOCH JG. 1891 DEPORTIERT 1940 GURS ERMORDET IN AUSCHWITZ                                          | Bahlinger Straße 3 ·                   | Sophie Bloch wurde am 1. November 1891 in Eichstetten geboren. Ihre Eltern waren der Schuhhändler Bernhard Bloch und Lina, geborene Hofeler. Sie hatte drei Geschwister: Bella (geboren 1892) und Emma (geboren 1898), eine weitere Schwester starb bereits im Kindesalter. Ihre Schwestern wanderten bereits frühzeitig aus und ihre Mutter starb 1931. Sie blieb bei ihrem Vater und versorgte ihn. Am 22. Oktober 1940 wurde sie zusammen mit ihrem Vaters ins Camp de Gurs deportiert. Ihr Vater überlebte das Lager nicht. Sie wurde am 14. Oktober 1942 nach Auschwitz überstellt. Sophie Bloch hat die Shoah ebenfalls nicht überlebt. |
|      | HIER WOHNTE ABRAHAM DREIFUSS JG. 1865 DEPORTIERT 1938 DACHAU ERMORDET AM 22.11.1938                                   | Hauptstraße 42 ·                       | Abraham Dreifuß wurde am 15. Mai 1865 in Eichstetten geboren. Er hatte mehrere Geschwister, darunter seinen Bruder Max. 1882 wurde Abraham Dreifuß Lehrling im Manufakturengeschäft Diebold und Söhne. Nach Beendigung der Lehre verließ er Eichstetten, kehrte wieder zurück und arbeitete wieder für Diebold und Söhne. Bis zum Beginn des Ersten Weltkrieges war er als Handelsreisender für die Firma tätig. Er heiratete 1895 Johanna Dreifuß, geborene Alexander. Das Paar hatte zwei Kinder, Lilly (geboren 1896) und May (geboren 1899). 1914 wurde Diepold und Söhne übernommen, Dreifuß wurde arbeitslos. Sein Sohn Max musste im Krieg dienen, kam schwerkrank wieder zurück. Johanna Dreifuß starb 1923. Seine Tochter Lilly heiratete Siegfried Sommer und eröffnete ein Textilgeschäft und erhielt dafür alle Unterstützung von Abraham Dreifuß. Am 11. November 1938, im Zug der Novemberpogrome 1938 wurden Abraham Dreifuß und sein Sohn, wie alle männlichen Juden Eichstettens, verhaftet und nach Dachau deportiert. Vor den Augen des Sohnes wurde Abraham Dreifuß in Dachau gefoltert: „Jetzt zeigen wir dir mal, wie man mit Juden umgeht“. Abraham Dreifuß starb am 22. November 1938 an den Folgen. Den Leichnam mussten seine Kinder dem mörderischen Regime für 1.000 Reichsmark abkaufen. Ein Stolperstein für ihn wurde in Freiburg in Breisgau verlegt. Sein Sohn Max Dreifuß war seit 1937 mit Irma verheiratet. Nach der Entlassung aus Dachau bemühte sich die Familie um Ausreisepapiere. Im September 1940 erhielten Max und seine Frau die Ausreisegenehmigung für Uruguay, einen Monat später auch seine Schwester mit ihrem Mann und dem gemeinsamen Sohn Armin. Am 22. Oktober 1940 erfolgte aber schon die Massendeportation der badischen Juden, die zwei Familien konnten nicht mehr ausreisen und wurden ins Camp de Gurs deportiert. Max Dreifuß schrieb aus dem Lager an das Generalkonsulat der Republik Uruguay in Vichy, diese holten die Unterlagen aus Hamburg, stellten die Visa aus und Max Dreifuß und seine Schwester konnten mit ihren Ehepartner im Frühjahr 1941 aus dem Lager befreit werden und ausreisen. Max Dreifuß starb 1978. Er hinterließ zumindest einen Sohn, Renè. |
|      | HIER WOHNTE BABETTE DREIFUSS GEB. DREIFUSS JG. 1863 DEPORTIERT 1940 GURS TOT 9.1.1941                                 | Eisengasse 8 · (vormals Judengässle) · | Babette Dreifuss wurde am 22. Juni 1863 in Altdorf geboren. Sie hatte mehrere Geschwister, darunter Jette. Diese war mit dem Kaufmann Moritz Dreifuss (geboren 1853) verheiratet, starb aber 1883 im Kindbett nach der Geburt der Tochter Fanny, auch diese starb 1884. Nach jüdischer Tradition heiratete 1884 der Witwer eine unverheiratete Schwester, Babette. Das Paar bekam drei eigenen Kinder: Arnold, Hermina und David (geboren 1893). David starb wahrscheinlich schon im Kindesalter. Ihr Ehemann starb 1923, ihre Tochter Hermine 1925. Arnold wanderte nach Australien aus. Ihre restliche Familie starb. Schwager Abraham Dreifuß wurde in Dachau zu Tode gefoltert, dessen Kindern zogen nach Freiburg, Schwager Max Dreifuss zog zu seinem Sohn Marcel in die USA. Babette Dreifuss war schließlich 1939 die letzte aus der Familie Dreifuss, die noch in Eichstetten lebte. Sie zog deshalb ebenfalls nach Freiburg. Am 22. Oktober 1940 wurde sie nach Gurs deportiert. Babette Dreifuss verlor dort am 9. Januar 1941 ihr Leben. In Freiburg in Breisgau wurde ebenfalls ein Stolperstein für sie verlegt. |
|      | HIER WOHNTE JOHANNA DREIFUSS JG. 1902 AUSREISE VERWEIGERT 1938 WOHNHEIM KARLSRUHE BERLIN-WEISSENSEE ? FÜR TOT ERKLÄRT | Nimburger Straße 8 ·                   | Johanna Dreifuss wurde am 23. Oktober 1902 in Eichstetten geboren. Ihre Eltern waren der Viehhändler Max Dreifuss und dessen Frau Klara. Sie hatte einen 1901 geborenen Bruder, Max. Sie war geistig behindert. Ihre Mutter Klara starb 1931. Ihr Bruder Max wanderte nach New York aus, nannte sich dort Marcell und ging dort erfolgreich Geschäften nach. Auch Johannas Vater wollte auswandern, doch da ihr diese nicht genehmigt wurde, blieb auch er bei seiner Tochter. 1938 musste ihr Vater seine Geschäfte aufgeben. Am 10. November 1938, im Zug der Novemberpogrome 1938 wurde ihr Vater wie alle männlichen Juden Eichstettens, verhaftet und nach Dachau deportiert. Nach Seiner Rückkehr brachte Max Dreifuss Johanna im Januar 1939 in ein Karlsruher Heim unter. Ihr Vater hatte von ihrem Bruder ein Affidavit erhalten und flüchtete im Februar 1939 zu ihm. Johanna Dreifuss wurde später in das israelitische Dauerwohnheim in Berlin-Weißensee überstellt. Ihr weiteres Schicksal konnte nie geklärt werden, ihr Vater und ihr Bruder konnten nichts in Erfahrung bringen. Sie wurde mit dem 8. Mai 1945 für Tod erklärt. Ihr Bruder adoptierte Marianne, die Tochter der Familie Biedermann. |
|      | HIER WOHNTE SOPHIE EPSTEIN JG. 1895 DEPORTIERT 22.10.1940 GURS ERMORDET IN AUSCHWITZ                                  | Altweg 17 ·                            | Sophie Epstein wurde am 15. April 1895 in Eichstetten geboren. Ihre Eltern waren der Mehlhändler David Epstein und Mathilde, geborene Veit. Sie hatte einen Bruder, Siegfried (geboren 1891). Ihr Bruder wanderte früh in die USA aus. Auch Sophie Epstein und ihre Eltern dachten über Auswanderung nach, doch ihr Vater traute es sich nicht mehr zu. Er starb 1938. Mit einem Affidavit ihres Bruders reiste ihre Mutter 1939 in die USA aus. Im September 1939 zog Epstein nach Freiburg um so ihre Ausreise zu beschleunigen. Am 22. Oktober 1940 erfolgte ihre Deportation nach Gurs, machte ihre Auswanderungspläne zunichte. 1942 wurde sie nach Drancy überstellt. Von dort wurde Sophe Epstein am 6. November 1942 nach Auschwitz deportiert und ermordet. |
|      | HIER WOHNTE KARL HAUSER JG. 1881 DEPORTIERT 1940 GURS ERMORDET IN AUSCHWITZ                                           | Altweg 23 ·                            | Karl Hauser wurde am 23. Februar 1881 in Eichstetten geboren. Seine Eltern waren der Handelsmann Salomon Hauser und Karoline, geborene Weil. Er hatte drei Geschwister: Herrmann (1883) und Rosa (1888) sowie ein weiteres Geschwisterchen, das tot geboren wurde. 1922 starb seine Mutter, 1931 sein Bruder Hermann und schließlich 1936 auch sein Vater. Karl Hauser und seine Schwester blieben an der Adresse zur Miete wohnen. Am 11. November 1938, im Zug der Novemberpogrome wurde Karl Hauser, wie alle männlichen Juden Eichstettens, verhaftet und nach Dachau deportiert. Erst am 6. Januar 1939 wurde er wieder frei gelassen. Wahrscheinlich erfolgte noch ein Umzug in die Mühlenstraße 16, mit der Hausbesitzerin Mathilde Rothschild gab es einen Verpfründungsvertrag. Im November 1939 gelang Mathilde Rothschild die Flucht in die USA zu ihrem Sohn, ab diesem Zeitpunkt wohnten wahrscheinlich die Geschwister Hauser in diesem Haus. Am 22. Oktober 1940 wurde Hauser zusammen mit seiner Schwester nach Gurs deportiert. 1942 wurde er nach Drancy überstellt. Von dort wurde er am 10. August 1942 nach Auschwitz deportiert. Karl Hauser hat die Shoah nicht überlebt. |
|      | HIER WOHNTE ROSA HAUSER JG. 1888 DEPORTIERT 1940 GURS ERMORDET IN AUSCHWITZ                                           | Altweg 23 ·                            | Rosa Hauser wurde am 21. Mai 1888 in Eichstetten geboren. Ihre Eltern waren der Handelsmann Salomon Hauser und Karoline, geborene Weil. sie hatte drei Geschwister: Karl (1881) und Herrmann (1883) sowie ein weiteres Geschwisterchen, das Tod geboren wurde. Sie war Büglerin. 1922 starb ihre Mutter, wenige Jahre später, 1931, ihr Bruder Hermann und 1936 auch ihr Vater. Rose Hauser und ihr Bruder blieben an der Adresse zur Miete wohnen. 1938 wurde ihr Bruder verhaftet und nach Dachau deportiert und wurde erst im Januar 1939 wieder aus dem Lager entlassen. Am 22. Oktober 1940 wurde Hauser zusammen mit ihrem Bruder nach Gurs deportiert. 1942 wurde sie nach Drancy überstellt und von dort nach Auschwitz deportiert. Rosa Hauser hat die Shoah nicht überlebt. |
|      | HIER WOHNTE FLORA HENE GEB. JUDAS JG. 1898 DEPORTIERT 1940 GURS ERMORDET IN AUSCHWITZ                                 | Hauptstraße 22 ·                       | Flora Hene geborene Judas, wurde am 10. März 1898 in Ihringen geboren. Sie hatte zumindest einen Bruder, Gustav und eine 20 Jahre ältere Schwester, Anna. Flora Hene war verheiratet mit dem Textilkaufmann Siegmund Hene. Das Paar hatte fünf Kinder: Wiltrude (geboren 1927), Karl (geboren 1929), Vera (geboren 1931), Sonja (geboren 1932) und Harry (geboren 1934). Die Familie lebte in Haßloch. 1935 wurde ihr Mann denunziert und ins KZ Dachau deportiert. Sie allein konnte das Textilwarengeschäft, das sie in Haßloch betrieben hatten, nicht mehr halten, seit der Judenboykotte von 1933 gab es kaum noch Kunden. Sie zog mit den Kindern zu ihrer Schwester Anna nach Diedelsheim Mit Hilfe ihres Bruders Gustav Hene fand sie Mai 1936 eine Unterkunft in Eichstetten. Dieser hatte dort ein Haus für sie und die Kinder erworben. Ihre älteste Tochter zog zu Flora Henes Bruder nach Freiburg und besuchte dort die jüdische Zwangsschule. Aus Dachau entlassen versuchte ihr Mann nach Frankreich zu fliehen, er wurde festgenommen, in das KZ Buchenwald deportiert und dort 1942 ermordet. Flora Hene versuchte die Kinder und sich in Sicherheit bringen. Ihre Tochter Sonja brachte sie 1938 bei ihrer in Melun lebenden Cousine Susanne Silberschmidt unter, Karl und Vera wurden 1939 mit einem Kindertransport in die Schweiz gebracht, Flora Hene stellte einen Ausreiseantrag für die USA. Mit Wiltrude, die inzwischen ebenfalls nach Eichstetten gekommen war, und Harry zog Flora Hene von der Hauptstraße 14 in 2 Zimmer in die Hauptstraße 22. Im Oktober 1940 wurden sie zwangsweise, so wie alle jüdischen Einwohner Eichstettens, in der Adresse Altweg 6-8 untergebracht. Am 22. Oktober 1940 wurde Flora hene zusammen mit ihren Kindern Wiltrude und Harry in das Internierungslager Gurs deportiert. Hilfsorganisationen bemühten sich um die Rettung der im Lager internierten Kinder, Wiltrude kam 1941 nach Cevennen, Harry in einen Ort in der Nähe von Limoges. Flora Hene ließ sich in das Lager Noé verlegen, wo sich ihre ältere Schwester befand. 1942 sollte ihre Schwester deportiert werden, die Nazis logen den Insassen des Lagers vor, der Transport ginge zu Arbeitseinsätzen. Hene nahm den Platz ihrer Schwester in diesem Transport ein, gab sich als Anna aus. Da sie sich körperlich fitter war, glaubte sie einen Arbeitseinsatz besser zu überstehen. Der Transport ging nach Auschwitz. Flora Hene wurde dort am 28. August 1942 ermordet. Ihre ältere Schwester überlebte im Lager Noe, starb aber kurz nach Ende des Krieges in einem Altersheim. Auch vier ihrer Kinder überlebten. Wiltrude wurde 1941 wurde französischen Kinderheimen untergebracht, dann lebte sie bis 1945 als Marie Louise Lagier, mit falschem Ausweis und beschützt durch die Einwohner des Ortes, in Le Chambon-sur-Lignon. Sie kam dann bei Ordensschwestern in einem katholischen Heim in Lyon unter und begann eine Friseur-Lehre. Drei ihrer Tanten lebten in der USA, von einer erhielt sie eine Bürgschaft und sie emigrierte mit dem ersten Schiff, das von Bordeaux nach New York fuhr. Dort heiratete sie einen aus Marokko stammenden jüdischen Franzosen, den sie in Frankreich schon kennen gelernt hatte und hieß nun Wiltrude Lavelle. Im November 2014 starb sie in Kalifornien und hinterließ zwei Kinder und ein Enkelkind. Harry Hene kam in das jüdische Kinderheim Château de Chabannes. 1942 wurde es dort für die Kinder zu gefährlich, eine Leiterin machte sich mit den Kindern auf Richtung Schweiz. An der Grenze wurde sie erschossen, die Kinder kamen in ein Gefängnis nahe Annemasse. Dort wurden sie in der Nacht von französischen Freiheitskämpfern befreit. Harry Hene lebte zwei Jahre, bis zum Ende des Krieges, mit den Freiheitskämpfern im Wald. Nach dem Krieg fand ihn seine Schwester Wiltrude, sie brachte ihn zu den anderen zwei noch lebenden Geschwistern in die Schweiz. Karl Hene wanderte ebenfalls in die USA aus. Er starb am 5. Oktober 2016 und hinterließ vier Kinder und zahlreiche Enkelkinder. Sonja wurde 1942 aus der Schule abgeführt und über Drancy nach Auschwitz deportiert und dort ermordet. Auch die Silberschmidts wurden drei Monate nach Sonja ebenfalls nach Auschwitz deportiert und ermordet. |
|      | HIER WOHNTE SIGMUND HENE JG. 1894 ERMORDET IN BUCHENWALD                                                              | Hauptstraße 22 ·                       | Sigmund Hene wurde am 14. September 1894 in Haßloch geboren. Er diente im Ersten Weltkrieg. Hene war verheiratet mit Flora, geborene Judas. Das Paar hatte fünf Kinder: Wiltrude (geboren 1927), Karl (geboren 1929), Vera (geboren 1931), Sonja (geboren 1932) und Harry (geboren 1934). Die Familie lebte in Hassloch, dort führte der Textilkaufmann ein Geschäft. 1935 wurde er von Nazis im Hof verprügelt und dann in sogenannten „Schutzhaft“ genommen und nach Dachau deportiert. Mit der Auflage Deutschland schnellstmöglich zu verlassen wurde er wieder frei gelassen. Das Haus und das Geschäft in Haßloch verkaufte er und ging zu seiner inzwischen in Eichstetten lebenden Familie. Er versuchte nach Frankreich zu flüchten, wurde auf der Flucht gefangen genommen und wurde am 28. Juni 1938 erneut in Dachau inhaftiert. Seine Gefangenennummer war 17786. Knapp drei Monate später, am 23. Juni 1938 wurde er ins KZ Buchenwald überstellt. Sigmund Hene wurde dort am 16. September 1942 ermordet. Vier seiner Kinder konnten Überleben, seine Frau und seine Tochter Sonja wurden in Auschwitz ermordet. |
|      | HIER WOHNTE SONJA HENE JG. 1932 DEPORTIERT ERMORDET IN AUSCHWITZ                                                      | Hauptstraße 14 ·                       | Sonja Hene wurde am 3. Januar 1932 in Haßloch geboren. Ihre Eltern waren der Textilkaufmann Sigmund Hene und des Frau Flora, geborene Judas. Sie hatte vier Geschwister: Wiltrude (geboren 1927), Karl (geboren 1929), Vera (geboren 1931) und Harry (geboren 1934). Nachdem ihr Vater 1935 verhaftet worden war zog die Mutter mit den Kindern nach Eichstetten. Nach einem gescheiterten Fluchtversuch nach Frankreich und der erneuten Verhaftung ihres Vaters beschloss ihre Mutter alle Kinder in Sicherheit zu bringen. Sonja kam 1938 zu einer Cousine ihrer Mutter, den Silberschmidts, nach Melun in Frankreich. 1942 wurde Sonja aus der Schulunterricht geholt und deportiert. Sie wurde am 6. November 1942 mit dem Konvoi Nr. 42 über Drancy nach Auschwitz deportiert. Sonja Hene hat die Shoah nicht überlebt. Die Familie Silberschmidt, ihre Gastfamilie, wurde drei Monate später ebenfalls deportiert und in Auschwitz ermordet. Ihr Vater wurde in Buchenwald ermordet, ihre Mutter 1942 ebenfalls in Auschwitz. Ihre Geschwister konnten alle in Sicherheit gebracht werden und überlebten. |
|      | HIER WOHNTE AUGUSTE HOFELER GEB. BERNHEIM JG. 1853 DEPORTIERT 1940 GURS TOT 8.1.1941                                  | Hauptstraße 35 ·                       | Auguste Hofeler geb. Bernheim wurde am 15. April 1853 in Eichstetten geboren. Sie war das jüngste Kind aus der zweiten Ehe des Alexander Levi Bernheimer mit Magdalena Geismar, die aus Breisach stammte. Sie heiratete 1872 den Handelsmann Theodor Hofeler (1843-1936). Das Ehepaar hatte fünf Kinder: Alfred (geboren 1873), Regina (geboren 1874), Thekla (geboren 1878) und die Zwillinge Sigmund und Anna (geboren 1880). Die Familie war angesehen und wohlhabend. Sie lebten im eigenen Haus in der Hauptstraße 33. Die Zwillinge sind früh verstorben, Anna am Tag nach der Geburt, Sohn Sigmund vermutlich später. Die älteren Töchter heirateten beide nach Breisach, bekamen Kinder, kamen aber nach dem Tod ihrer Ehemänner wieder zurück in den elterlichen Haushalt. 1936 verstarb Auguste Hofelers Ehemann nach 64 Ehejahren. Im selben Jahr starb auch ihre Schwiegertochter. Im Jahr darauf wurde ihrem Sohn Alfred, einem Viehhändler, die Konzession entzogen. Damit war der Familie die Existenzgrundlage entzogen. Am 22. Oktober 1940 wurde die damals 87-jährige Auguste Hofeler verhaftet und gemeinsam mit ihren Kindern Alfred, Regina und Thekla sowie deren Tochter Johanna in das südfranzösische Lager Gurs deportiert. Dort starb Auguste Hofeler am 8. Januar 1941 an den Folgen der Strapazen und Entbehrungen „Wir bestatten sie, fern von der Ruhestätte ihres seligen Mannes, auf dem Friedhof des Lagers, inmitten von fast 900 Leidensgefährten als Opfer unseres Kampfes.“ Thekla Kleeberg, ihre Tochter, und deren Tochter, Johanna Kleeberg, wurden vom NS-Regime in Auschwitz ermordet. Das Schicksal von Auguste Hofelers anderen Kinder: - Alfred Hofeler, Viehhändler in Eichstetten, wurde am 15. Mai 1873 geboren. Er war verheiratet mit Marie, geborene Maier. Das Paar hatte drei Kinder: Max (geboren 1906), Arthur (geboren 1910) und Ilse. Seine Ehefrau starb bereits 1936. Er unterstützte seine Mutter und seine Schwestern. Im Februar 1937 wurde ihm aufgrund der rassistischen NS-Gesetze der Handel mit Vieh im gesamten Reichsgebiet untersagt. Seine Söhne konnten rechtzeitig auswandern, Max nach Argentinien, Arthur und dessen Frau nach Großbritannien und später in die Vereinigten Staaten. Ilse heiratete 1936 Isidor Biedermann aus Gailingen und bekam eine Tochter, Marianne (geboren 1938). Das Mädchen konnte gerettet werden und emigrierte in die Vereinigten Staaten, Ilse und Isidor Biedermann wurden in Auschwitz ermordet. Mit seiner Mutter und seinen Schwestern wurde Alfred Hofeler verhaftet und in das Lager Gurs deportiert. Er und seine Schwester Regine Kleefeld wurden in ein französisches Altersheim verlegt und konnten das NS-Regime überleben. Nach dessen Untergang emigrierte er in die Vereinigten Staaten, wo er 1955 starb. - Regina Kleefeld wurde am 21. August 1874 in Eichstetten geboren. Sie heiratete – wie ihre Schwester Thekla – einen Mann namens Kleefeld und zog nach Breisach. Sie hatte zumindest ein Kind. Gemeinsam mit ihrer Mutter, ihrem Bruder und ihrer Schwester wurde sie im Oktober 1940 verhaftet und in das Lager Gurs deportiert. Sie und ihr Bruder wurden in ein französisches Altersheim verlegt und konnten das NS-Regime überleben. Der Bruder emigrierte, doch Regina Kleefeld entschloss sich, in Deutschland zu bleiben und um die Restitution ihres Elternhauses zu kämpfen. Dies gelang ihr nicht. Das Stolpersteinprojekt Eichstetten bezeichnet dies als „ein beklemmendes, unaufgearbeitetes Kapitel“. Sie wohnte lange Jahre in Freiburg i. Br. zur Untermiete und starb am 1. Oktober 1959 in der Freiburger Klinik. |
|      | HIER WOHNTE ISAAK HOFELER JG. 1848 DEPORTIERT 1940 GURS TOT 22.11.1940                                                | Altweg 11 ·                            | Isaak Hofeler wurde am 14. Juni 1846 in Eichstetten geboren. Seine Eltern waren Leopold Hofeler und Judith, geborene Haas. Er war das vierte von acht Kindern. Drei Geschwister starben schon im Kindesalter. Einer seiner Brüder war Theodor Hofeler. Isaak Hofeler kämpfte im Deutsch-Französischen Krieg von 1870/71. 1925 wurde er vom Reichsbund jüdischer Frontsoldaten (RjF) zum Ehrenmitglied ernannt. Am 13. Oktober 1878 heiratete er die aus Grötzingen stammende 20-jährige Mina, geborene Palm. Sie starb 1891 und er heiratete nach jüdischer Tradition eine unverheiratete Schwester seiner verstorbenen Frau, Fanny. Sie war 20 Jahre jünger als Isaak Hofeler. Das Paar hatte vier Kindern: Johanna (geboren 1894) und Leo (geboren 1897) sowie zwei tot geborene Kinder. Leo Hofeler war behindert. Johanna heiratete den 1896 geborenen Viehhändler David Klein, der ebenfalls aus Eichstetten stammte. 1922 starb seine Frau Fanny. In Der Adresse Altweg 11 lebte Isaak Hofeler zusammen mit seiner Tochter und deren Mann, ob sich sein Sohn Leo auch dort aufhielt, ist unbekannt, zumindest 1938 befand er sich nicht in Eichstetten. Johanna Hofeler verstarb 1936, kinderlos. Im Zuge der Reichspogromnacht wurden Isaak Hofeler und sein Schwiegersohn nach Dachau deportiert. 1939 wurde David Klein Vorsteher der jüdischen Gemeinde, nach der Zwangsregelung der finanziellen Angelegenheiten bezüglich der abgebrannten Synagoge und des dazugehörigen Geländes flüchtete auch Klein Ende 1939 nach England. März 1939 war Isaak Hofeler in das jüdische Altersheim in Gallingen ungezogen. Am 22. Oktober 1940 wurde der über 90 Jahre Alte Isaak Hofeler nach Gurs deportiert. Dort konnte er die Lagerverhältnisse nicht lange überleben. Isaak Hofeler verlor sein Leben am 22. November 1940. Sein Sohn Leo wurde im April 1940 in der Tötungsanstalt Grafeneck ermordet. |
|      | HIER WOHNTE LEO HOFELER JG. 1897 EINGEWIESEN 'HEILANSTALT' GRAFENECK ERMORDET 2.4.1940                                | Altweg 11 ·                            | Leo Hofeler wurde am 17. Februar 1897 in Eichstetten geboren. Seine Eltern waren Isaak Hofeler und Fanny, geborene Palm. Er hatte eine Schwester, Johanna (geboren 1894). Leo Hofeler hatte eine Behinderung. Er lebte wohl zumindest in den 1930er Jahren nicht mehr bei seinem Vater, seine Mutter war 1922 gestorben. Er wurde am 5. März 1940 von der Heil- und Pflegeanstalt Emmendingen in die Tötungsanstalt Grafeneck deportiert. Dort wurde Leo Hofeler am 2. April 1940 ermordet. Seine Schwester starb 1936, sein Vater hat das Lager Gurs nicht überlebt. |
|      | HIER WOHNTE THEKLA KLEEFELD GEB. HOFELER JG. 1878 DEPORTIERT 1940 GURS ERMORDET IN AUSCHWITZ                          | Hauptstraße 35 ·                       | Thekla Kleefeld geb. Hofeler, wurde am 6. Juli 1878 in Eichstetten geboren. Sie heiratete – wie ihre Schwester Regina – einen Mann namens Kleefeld und zog nach Breisach. Sie hatte eine Tochter, Johanna. Nach dem Tod des Ehemannes kehrte sie zurück in den elterlichen Haushalt. 1940 wohnte sie bei ihrer Tochter in Freiburg, die dort als Sekretärin der jüdischen Gemeinde arbeitete. Gemeinsam mit ihrer Mutter, ihren Geschwistern und ihrer Tochter wurde sie am 22. Oktober 1940 in das Lager Gurs deportiert. Ihre Mutter überlebte die Strapazen des Lagers nicht, hre Geschwister wurden in ein Altersheim überstellt. Thekla Kleefeld und ihre Tochter wurden nach Drancy überstellt und dort am 10. August 1942 nach Auschwitz deportiert und ermordet. |
|      | HIER WOHNTE BERTA KLEIN JG. 1888 DEPORTIERT 1940 GURS ERMORDET IN AUSCHWITZ                                           | Bahlinger Straße 7 ·                   | Berta Klein wurde am 17. März 1888 in Eichstetten geboren. Ihre Eltern waren der Handelsmann Lehmann (Ascher) Klein und Sara, geborene Bloch. Sie hatte fünf Geschwister: Betty (1892) und David (1896) sowie drei Geschwister, die das Kindesalter nicht überlebten. 1927 starb ihr Vater. Spätestens 1936, dies ist gesichert durch die erhobene „Aufstellung der in der Gemeinde Eichstetten lebenden Juden“, lebte Berta Klein mit ihrer Schwester und ihrer Mutter in der ehemaligen jüdischen Schule in der Bahlinger Straße. Berta Klein blieb unverheiratet. Am 22. Oktober 1940 wurde sie zusammen mit ihrer Mutter und ihrer Schwester in das Lager Gurs deportiert. Am 12. August 1942 wurde sie mit ihrer Schwester über Drancy nach Auschwitz deportiert. Berta Klein hat die Shoah nicht überlebt. Ihre Mutter wurde in das Lager Noel überstellt und hat ebenfalls nicht überlebt, auch ihre Schwester Betty Klein überlebte nicht. Ihr Bruder David war 1939 nach England emigriert, wollte von dort seine Familie unterstützen. |
|      | HIER WOHNTE BETTY KLEIN JG. 1892 DEPORTIERT 1940 GURS ERMORDET IN AUSCHWITZ                                           | Bahlinger Straße 7 ·                   | Betty Klein wurde am 28. September 1892 in Eichstetten geboren. Ihre Eltern waren der Handelsmann Lehmann (Ascher) Klein und Sara, geborene Bloch. Sie hatte fünf Geschwister: Berta (1888) und David (1896) sowie drei Geschwister, die das Kindesalter nicht überlebten. Sie war Kontoristin in der Papierfabrik Epstein. 1927 starb ihr Vater. Spätestens 1936 lebte Betty Klein mit ihrer Schwester und ihrer Mutter in der ehemaligen jüdischen Schule in der Bahlinger Straße. Betty Klein blieb unverheiratet. Am 22. Oktober 1940 wurde sie zusammen mit ihrer Mutter und ihrer Schwester in das Lager Gurs deportiert. Am 12. August 1942 wurde sie mit ihrer Schwester über Drancy nach Auschwitz deportiert. Betty Klein hat die Shoah nicht überlebt. Ihre Mutter wurde in das Lager Noé überstellt und hat ebenfalls nicht überlebt, auch ihre Schwester Betty Klein überlebte nicht. Ihr Bruder David war 1939 nach England emigriert, wollte von dort seine Familie unterstützen. |
|      | HIER WOHNTE SARA KLEIN GEB. BLOCH JG. 1861 DEPORTIERT 1940 GURS TOT IN NOÉ                                            | Bahlinger Straße 7 ·                   | Sara Klein geb. Bloch, wurde am 8. April 1861 in Sulzburg geboren. Sie war verheiratet mit dem Handelsmann Lehmann (Ascher) Klein (1859-1927). Das Paar hatte sechs Kinder: Berta (1888), Betty (1892) und David (1896) sowie drei Kinder, die das Kindesalter nicht überlebten. Ihr Sohn David wurde Viehhändler und heiratete Johanna Hofeler, beide Töchter blieben unverheiratet. Sara Kleins Mann starb 1927. David Klein verlor seine Konzession für den Viehhandel spätestens Dezember 1938. Er wurde kurz Vorsteher der jüdischen Gemeinde und emigrierte 1939 nach England. Am 22. Oktober 1940 wurde sie zusammen mit ihren Töchtern in das Lager Gurs deportiert. Von dort wurde sie ins Lager Noé überstellt. Sara Klein hat die Shoah nicht überlebt. Ihre Töchter wurden nach Auschwitz deportiert und haben ebenfalls nicht überlebt. |
|      | HIER WOHNTE HERMINE MIRWIS GEB. BICKART JG. 1880 DEPORTIERT 1940 GURS TOT IN RÉCÉBÉDOU                                | Bahlinger Straße 7 ·                   | Hermine Mirwis geb. Bickart, wurde am 4. November 1877 in Eichstetten geboren. Ihre Eltern waren der Handelsmann Gustav Bickart und dessen Ehefrau Jeanette, geborene Rieser. Hermine Mirwis war das fünte von sieben Kindern. 1906 heiratete sie den Kantor Leopold Mirwis. Das Paar hatte zwei Kinder: Julius (geboren 1906) und Kurt (geboren 1912). Am 22. Oktober 1940 wurde Hermien Mirwis zusammen mit ihrem Ehemann in das Lager Gurs deportiert. Von dort wurde sie ins Lager Récébédou überstellt. Hermine Mirwis verlor dort am 6. November 1940 ihr Leben. Ihr Ehemann verlor sein Leben in Gurs, laut dem Gedenkbuch am selben Tag wie Hermine Mirwis. Ihre beiden Söhnen waren 1933 nach Palästina ausgewandert und überlebten so die Shoah. |
|      | HIER WOHNTE LEOPOLD MIRWIS JG. 1874 DEPORTIERT 1940 TOT IN GURS                                                       | Bahlinger Straße 7 ·                   | Leopold Mirwis wurde am 14. Juni 1874 in Schadow (Litauen) geboren. 1898 ging er nach Köln und ließ sich bis 1901 an der Rheinischen Musikschule ausbilden. Danach ging er nach Eichstetten und wurde dort Kantor. Er galt als ein strenger Gelehrter und war für die religiöse Ausbildung der Jugendlichen zuständig. Er war auch der Schochet der jüdischen Gemeinde. Am 30. Januar 1906 heiratete er Hermine, geborene Bickart. Das Paar hatte zwei Söhne: Julius (geboren 1906) und Kurt (geboren 1912). Am 22. Oktober 1940 wurde Leopold Mirwis zusammen mit seiner Frau in das Lager Gurs deportiert. Er war herz- und asthmakrank und überlebte das Lager nicht. Leopold Mirwis starb laut Gedenkbuch am 6. November 1940, am selben Tag wie seine Ehefrau, sie allerdings im Lager Récébédou. Seine beiden Söhnen waren 1933 nach Palästina ausgewandert und überlebten so die Shoah. |
|      | HIER WOHNTE FANNY ROSENBUSCH JG. 1884 DEPORTIERT THERESIENSTADT ERMORDET 1943                                         | Hauptstraße 22 ·                       | Fanny Rosenbusch wurde am 22. Mai 1864 in Schwebheim. Sie war verwandt mit Simon Rosenbusch. Als dessen Ehefrau Charlotte, geborene Weil, 1930 starb zog sie wahrscheinlich nach Eichstetten und versorgte den Witwer und dessen Sohn Kurt (geboren 1913). Simon Rosenbusch starb 1936. 1940 zog Fanny Rosenbusch wieder zurück nach Schwebheim, zu Verwandten. Am 10. September 1942 wurde sie von Nürnberg aus nach Theresienstadt deportiert. Fanny Rosenbusch verlor dort am 11. April 1943 ihr Leben. |
|      | HIER WOHNTE KAROLINA SEELIG GEB. WEIL JG. 1864 DEPORTIERT 1940 TOT IN GURS                                            | Hauptstraße 69 ·                       | Karolina Seelig geb. Weil, wurde 1864 in Eichstetten geboren. Ihre Eltern waren David Weil und Rosa (Reichel), geborene Bickart. Sie hatte zehn Geschwister, zwei starben im Kindesalter. Sie heiratete am 17. Januar 1893 Bendix Seelig aus Solz bei Kassel. Sie zog zu ihrem Mann. Nachdem dieser starb kehrte sie zurück und lebte bei ihrem Bruder Isaak Weil. Am 22. Oktober 1940 wurde sie zusammen mit ihrem Bruder nach Gurs deportiert. Karoline Seelig hat die Shoah nicht überlebt. Ihr Bruder Isaak Weil verlor sein Leben ebenfalls in Gurs. |
|      | HIER WOHNTE BETTY WEIL JG. 1903 DEPORTIERT 1940 GURS ERMORDET IN AUSCHWITZ                                            | Altweg 6 und 8 ·                       | Betty Weil wurde am 27. Mai 1903 in Eichstetten geboren. Ihre Eltern waren der Viehhändler Samuel Weil und Rahel, geborene Epstein. Sie hatte zumindest eine Schwester, Paula (geboren 1896). Sie zog nach Odenheim, kehrte aber nach dem Tod ihrer Mutter 1939 nach Eichstetten zurück um beim Vater zu leben. Am 22. Oktober 1940 wurde sie zusammen mit ihrem Vater nach Gurs deportiert und von dort am 12. August 1942 über Drancy nach Auschwitz deportiert. Betty Weil hat die Shoah nicht überlebt. |
|      | HIER WOHNTE EMIL WEIL JG. 1883 FLUCHT BELGIEN INTERNIERT ST. CYPRIEN DEPORTIERT 1940 GURS ERMORDET 2.9.1942 AUSCHWITZ | Hauptstraße 54 ·                       | Emil Weil wurde am 24. Januar 1883 in Breisach geboren. Seine Eltern waren der Handelsmann Isak Weil und Ernestine Weil. Er hatte zwei Geschwister: Auguste (1884) und Jakob (1887). Seinem Vater Isak Weil drohte der Konkurs und er flüchtete in die USA, nach Buffalo. Seine Mutter verblieb erstmal in Deutschland, brachte seine Schwester Auguste zur Welt und zog mit ihm und ihr nach Eichstetten zu den Großeltern. 1885 folgte die Familie dem Vater in die USA, dort kam auch sein zweiter Bruder zur Welt. Zwischen 1887 und 1890 starb sein Vater. Seine Mutter kehrte mit seinen zwei Geschwistern nach Eichstetten zurück. Dort starb im Oktober 1890 sein Bruder Jakob. Emil verblieb bei einem wohlhabenden Onkel in der USA. Dort litt er unter Lieblosigkeit seines Onkels und er zog als junger Erwachsener ging er fort, bereiste Südamerika und fuhr zur See, bis er an Malaria erkrankte. Ihm wurde geraten nach das Tropeninstitut in Hamburg aufzusuchen, was er auch tat und er wurde gesund. Da er deutscher Staatsbürger war, wurde er 1914 eingezogen und musste im Ersten Weltkrieg dienen. er erhielt zwei Tapferkeitsmedaillen. Nach dem Krieg lebte er in Köln und heiratet dort die Katholikin Emma Bremen. Das Paar hatte zwei Söhne: Manfred (geboren 1920) und Anatol. Weil war Geschäftsmann, doch legte er nichts zurück. Ende der 1920er Jahre zog die Familie, da alle Ersparnisse aufgebraucht waren, in eine billigere Wohnung im Arbeiterviertel. Der Chef der Firma, in der Emil Weil als Prokurist tätig war, bekam 1933 Drohbriefe, das Geschäft würde boykottiert werden, so er weiterhin einen Juden in leitender Stellung beschäftige. Weil fand eines Tages den Stürmer auf seinem Schreibtisch vor. Er gab auf und kündigte. Wurde im Anschluss Mitteilhaber einer Glasschleiferei, nach dem Erlass, der es verbot mit Nichtariern sich gemeinsam wirtschaftlich zu betätigen verlor er auch diese Einkünfte. Seinen Söhnen wollte er eine Ausreise nach Palästina ermöglichen, drängte auf Berufe, die dort gebraucht werden würde. Manfred und Anatol schlossen sich der zionistischen Jugendorganisation an und wurden Tischler. Die Weils trennten sich, um so die Familie besser zu schützen. Emil Weil flüchtete Mitte 1937 über das Hohe Venn nach Antwerpen, sein Sohn Manfred versuchte ihm 1938 zu folgen, wollte zweimal die Grenze illegal übertreten, beide Versuche misslangen, erst als er zusammen mit seinem Bruder Anatol die Flucht gemeinsam antrat, gelang die Flucht nach Luxemburg, sie wären im Grenzfluss aber fast ertrunken und sie gelangten nach Antwerpen. Emil Weil gab dort Englischunterricht. Sein Sohn Manfred wurde an der Artesis Hogeschool Antwerpen aufgenommen, Anatol war noch minderjährig und kam in das Jugendarbeitslager Eksaarde. Nachdem es zu Gerüchten kam, dass die Deutschen Belgien angreifen würden, galten Weil und seine Söhne als feindliche Ausländer, sie mussten sich bei den Behörden melden, Emil Weil und Manfred wurden nach Frankreich abgeschoben, Anatol blieb in Belgien im Jugendarbeitslager. Von der französisch-belgischen Grenze aus wurden sie mit Viehwaggons und ohne Essen und Trinken in das Lager St. Cyprien deportiert. Dort brach Typhus aus und im Oktober 1940 wurde das Lager durch ein Unwetter so schwer getroffen, dass viele ertranken, die überlebenden 3600 Häftlinge wurden auf andere Lager verteilt, Emil Weil und sein Sohn wurden nach Gurs gebracht. Dort traf er auf seine Schwester Auguste. Sohn Manfred plante seine Flucht aus dem Lager, Emil Weil bestärkte ihn, war inzwischen zu krank, selber an Flucht zu denken und gab von seinem Brot dem Sohn ab. Diesem gelang die Flucht. Im September 1942 wurde seine Schwester nach Auschwitz deportiert, am 31. August 1942 wurde auch Weil nach Auschwitz deportiert. Emil Weil wurde dort am 2. September 1942 ermordet. Manfred Weil floh über Frankreich, Belgien, Deutschland und die Schweiz, war in der Schweiz in mehreren Lagern, auch seinem Bruder Anatol konnte er das Leben retten, in dem er sich als Kriegsoberinspektor Gangsor ausgab. 1945 kehrte er nach Köln zurück, studierte dort an den Kölner Werkschulen und unterrichtete an der Volkshochschule Bonn 19 Jahre Malerei. Er ist Träger des Bundesverdienstkreuzes, eine Biografie und zwei Dokumentationen behandeln sein Leben. Bei der Verlegung des Stolpersteines für seinen Vater im Jahre 2011 anwesend. Er starb 2015. Sein jüngerer Bruder Anatol starb einige Jahre vor der Verlegung des Stolpersteines für den Vater. Die Brüder erfuhren erst viele Jahre nach dem Ende des Krieges vom Tod ihres Vaters. |
|      | HIER WOHNTE ERNESTINE 'ESTERLE' WEIL GEB. WEIL JG. 1859 DEPORTIERT 1942 TOT IN THERESIENSTADT                         | Hauptstraße 54 ·                       | Ernestine 'Esterle'Weil, geborenen Weil, genannt Esterle, wurde am 28. Februar 1859 in Eichstetten geboren. Ihre Eltern waren Meier Jakob Weil und Judith, geborene Wertheimer. Sie war das zweite von 12 Kindern. Drei Geschwister verstarben im Kindesalter, vier Geschwister blieben in Eichstetten, vier zogen weg. Auch Ernestine verließ Eichstetten. Sie heiratete Isak Weil und bekam zwei Kinder in Breisach: 1883 wurde Emil geboren, im Jahr darauf folgte Tochter Auguste. Ihrem Mann drohte der Konkurs, er flüchtete in die USA, nach Buffalo. Ernestine Weil blieb erstmal in Deutschland und zog zu ihren Eltern. 1885 folgte sie mit ihren Kindern ihrem Mann nach Buffalo. Dort wurde das dritte Kind, Jakob, 1887 geboren. Ihr Mann verstarb, mit ihren zwei jüngeren Kindern, Augustine und Jakob, kehrte sie nach Eichstetten zurück. Emil verblieb bei einem Verwandten in den USA. In Eichstetten starb im Oktober 1890 ihr Sohn Jakob, dieser liegt auf dem örtlichen Friedhof begraben. Ernestine Weil eröffnete ein Lebensmittelgeschäft in der Hauptstraße 18 (das Gebäude existiert heute nicht mehr). Das Geschäft bestand bis 1938, es war das letzte jüdische Geschäft, das zwangsweise geschlossen wurde. Spätestens ab Ende 1938 wohnte sie bei ihrer Tochter Auguste in der Hauptstraße 54, Auguste Blochs Ehemann war im Zuge der Reichspogromnacht inhaftiert und nach Dachau deportiert worden, dort überlebte er nur wenige Tage. Im Januar 1940 zog Ernestine Weil in das israelitische Altersheim in Unna. Am 29. Juli 1942 wurde sie nach Theresienstadt deportiert. Ernestine Weil verlor dort am 10. August 1942 ihr Leben. Ihre Tochter Auguste wurde an dem Tag in Auschwitz ermordet, an dem Ernestine Weil nach Theresienstadt deportiert wurde. Ihr Sohn Emil wurde ebenfalls 1942 in Auschwitz ermordet. |
|      | HIER WOHNTE ISAAK WEIL JG. 1866 DEPORTIERT 1940 TOT IN GURS                                                           | Hauptstraße 69 ·                       | Isaak Weil wurde am 16. November 1866 in Eichstetten geboren. Seine Eltern waren der aus Orschweier/Lahr stammende David Weil und seine Frau Rosa (Reichel), geborene Bickart. Er war das achte von elf Kindern, zwei seiner Geschwister starben im Kindesalter. Er war verheiratet mit Mathilde (genannt Hedwig), geborene Bickart. Das Paar hatte fünf Kinder: Theophil (geboren 1902), Julius (geboren 1903), Meta (geboren 1907), Siegfried Fritz (geboren 1909) und Walter (geboren 1913). Seine Frau starb vor dem Ender der 1930er Jahre. Seine Schwester Karoline zog nach dem Tod ihres Mannes zu ihm. Am 22. Oktober 1940 wurde er zusammen mit seiner Schwester in das Lager Gurs deportiert. Isaak Weil verlor dort am 8. November 1941 sein Leben. Seine Schwester Karoline verlor ebenfalls in Gurs ihr Leben. Seine Tochter Meta wanderte bereits 1935 nach Rotterdam aus und flüchtete von dort 1939 nach Großbritannien. Sein Sohn Theophil ging 1935 nach Freiburg und flüchtete ebenso wie Julius über Shanghai in die USA. Seine Söhne Siegfried und Walter wurden in Auschwitz ermordet. |
|      | HIER WOHNTE LEOPOLDINE WEIL GEB. KLEEFELD JG. 1862 DEPORTIERT 1940 GURS ERMORDET IM KZ PAU                            | Altweg 16 ·                            | Leopoldine Weil geb. Kleefeld, wurde am 12. Mai 1862 in Breisach geboren. Sie war mit dem aus Eichstetten stammenden Handelsmann David Weil (1857 - 1936) verheiratet. Das Paar hatte vier Kinder: Jakob (geboren 1883, verstorben kurz nach seiner Geburt), Bella (geboren 1885), Thekla (geboren 1887) und die 1895 geborene Rina. David Weil starb 1936. Rina Weil blieb unverheiratet und wohnte bei ihrer Mutter. Am 22. Oktober 1940 wurde Leopoldine Weil zusammen mit ihrer Tochter nach Gurs deportiert. 1941 wurde sie in das Lager Pau überstellt. Leopoldine Weil verlor dort am 20. April 1943 ihr Leben. Ihre Tochter Rina wurde in Auschwitz ermordet. Ihrer Tochter Thekla gelang rechtzeitig die Flucht, sie hat überlebt. |
|      | HIER WOHNTE MORITZ WEIL JG. 1862 DEPORTIERT 1940 ERMORDET IN GURS                                                     | Altweg 6 und 8 ·                       | Moritz Weil wurde am 5. März 1862 in Eichstetten geboren. Er war das fünfte Kind von Isaak Weil und dessen Frau Karoline und wurde Viehhändler. 1893 heiratete er die ebenfalls aus Eichstetten stammende Klara, geborene Epstein (1871-1936). Das Paar hatte zumindest drei Kinder: Paula (geboren 1894), Berthold (geboren 1895) und Isidor (geboren 1899). 1936 starb seine Frau. Im Zuge der Reichspogromnacht wurde Moritz Weil nach Dachau deportiert, am 20. November 1938 wurde er wieder freigelassen. Am 22. Oktober 1940 wurde Moritz Weil zusammen mit seiner unverheirateten bei ihm lebenden Tochter. Moritz Weil verlor am 25. November 1940 sein Leben in Gurs. Seine Tochter Klara Weil wurde wahrscheinlich in Auschwitz ermordet. |
|      | HIER WOHNTE MORITZ WEIL JG. 1877 DEPORTIERT 1940 GURS ERMORDET IN AUSCHWITZ                                           | Altweg 31 ·                            | Moritz Weil wurde am 10. September 1877 in Eichstetten geboren. Er war eines von fünf Kindern des Metzgers Hermann Weil und dessen Ehefrau Julie. Zwischen 1901 und 1909 übernahm er die koschere Metzgerei seines Vaters. Um 1906 heiratete er Rosa Hofeler. Das Paar hatte eine Tochter, die 1908 geborene Rena. Wirtschaftlich ging es der Familie immer schlechter, seine Kunden waren vor allem Juden, die nach und nach wegzogen, aber 1933 war das Schächten verboten. In den 1930er Jahren ging Tochter Rena für ein paar Jahre nach Stuttgart, kehrte aber 1938 in den elterlichen Haushalt zurück. Im März 1939 ging sie in die Niederlande. Moritz Weil und seine Frau wurden am 22. Oktober 1940 nach Gurs deportiert. Am 12. August 1942 wurden sie über Drancy nach Auschwitz deportiert. Moritz Weil und seine Frau haben die Shoah nicht überlebt. Seine Tochter Rena schaffte die Flucht nach England zu ihrer Freundin und Verwandten Meta Weil nicht mehr, sie wurde ebenfalls nach Auschwitz deportiert und ermordet. |
|      | HIER WOHNTE PAULA WEIL JG. 1894 DEPORTIERT 1940 GURS ERMORDET IN AUSCHWITZ                                            | Altweg 6 und 8 ·                       | Paula Weil wurde am 3. August 1894 in Eichstetten geboren, Sie war das älteste Kind des Viehhändlers Moritz Weil und dessen Frau Klara, geborene Epstein (1871–1936). Sie hatte drei Geschwister: Berthold (geboren 1895), Isidor (geboren 1899) und Martha (geboren 1907). Paula Weil blieb unverheiratet. 1936 verstarb ihre Mutter. Für ihr Schicksal gibt es zwei Versionen: Laut Stolpersteine Eichstetten lebte sie mit ihrem Vater in einem Haushalt. Am 22. Oktober 1940 wurden beide nach Gurs deportiert. Wahrscheinlich wurde sie von dort dann nach Auschwitz überstellt. Laut Gedenkbuch emigrierte sie nach Frankreich und wurde von Drancy am 4. September 1942 nach Auschwitz deportiert. Paula Weil hat die Shoah nicht überlebt. Ihr Vater überlebte die schlechten Bedingungen in Gurs nur wenige Monate. Ihre Schwester Martha, verheiratete Michels, wanderte rechtzeitig nach Palästina aus und überlebte. Das Schicksal der beiden Brüder ist nicht bekannt. |
|      | HIER WOHNTE RENA WEIL GEB. HOFELER JG. 1908 FLUCHT 1939 HOLLAND DEPORTIERT ERMORDET IN AUSCHWITZ                      | Altweg 31 ·                            | Rena Weil wurde am 6. September 1908 in Eichstetten geboren. Ihre Eltern waren der Metzger Moritz Weil und Rosa, geborene Hofeler. In den 1930er Jahren verließ sie Eichstetten und ging nach Stuttgart, kehrte aber 1938 in das Elternhaus zurück. Im März 1939 flüchtete sie in die Niederlande, versuchte zu ihrer zuvor schon ausgewanderten Verwandten und Freundin Meta Weil nach England zu kommen. Dies gelang ihr nicht. Sie wurde verhaftet und vom Lager Westerbork aus nach Auschwitz deportiert. Rena Weil hat die Shoah nicht überlebt. Als Todesdatum wird der 30. September 1942 angegeben. Ihre Eltern wurden ebenfalls in Auschwitz ermordet. |
|      | HIER WOHNTE RINA WEIL JG. 1895 DEPORTIERT 1940 GURS ERMORDET IN AUSCHWITZ                                             | Altweg 16 ·                            | Rina Weil wurde am 18. Juni 1895 in Eichstetten geboren. Sie war das jüngste Kind des Handelsmannes David und dessen Frau Leopoldine, geborene Kleefeld. Sie hatte drei Geschwister: Jakob (1883 geboren, starb kurz darauf), Bella (geboren 1885) und Thekla (geboren 1887). Rina Weil blieb unverheiratet und lebte weiterhin im elterlichen Haushalt. Ihr Vater verstarb 1936. Am 22. Oktober 1940 wurden Rina und ihre Mutter nach Gurs deportiert. 1942 wurde sie nach Auschwitz überstellt. Rina Weil hat die Shoah nicht überlebt. Ihre Mutter hat ebenfalls nicht überlebt. Schwester Thekla konnte noch rechtzeitig aus Deutschland fliehen und überlebte. |
|      | HIER WOHNTE ROSA WEIL GEB. HOFELER JG. 18?? DEPORTIERT 1940 GURS ERMORDET IN AUSCHWITZ                                | Altweg 31 ·                            | Rosa Weil geb. Hofeler, wurde am 23. September 1885 in Eichstetten geboren. Ihr Vater war Sigmund Hofeler. Sie hatte zumindest noch eine Schwester, Bella. Um 1906 heiratete Rosa Weil den Metzger Moritz Weil. 1908 wurde Tochter Rena geboren. Am 22. Oktober 1940 wurde sie mit ihrem Mann nach Gurs deportiert. Von dort wurde das Ehepaar am 12. August 1942 nach Auschwitz überstellt. Rosa Weil und ihr Mann wurden in Auschwitz ermordet. Ihre Tochter Rena versuchte über die Niederlande nach England zu flüchten. Die Flucht misslang, auch sie wurde in Auschwitz ermordet. Ihr Vater und ihre Schwester wurden ebenfalls nach Gurs deportiert, dort trafen sich alle drei wieder. Für ihren Vater wurde in Offenburg ein Stolperstein verlegt. |
|      | HIER WOHNTE SAMUEL 'SEMI' WEIL JG. 1866 DEPORTIERT 1940 GURS ERMORDET IN AUSCHWITZ                                    | Altweg 6 und 8 ·                       | Samuel Weil, genannt Semy oder Semi, wurde am 9. Mai 1866 in Eichstetten geboren. Er war eines von sechs Kindern von Baruch und Zerline Weil und wurde Viehhändler. Am 16. Dezember 1895 heiratete er Rahel Epstein (1872–1939). Das Paar hatte zumindest zwei Töchter: Paula (geboren 1896) und Betty (geboren 1903). Paula heiratete und zog von Eichstetten weg, Betty Weil zog nach Odenheim, sie kehrte im April 1939, nach dem Tod ihrer Mutter, in den Haushalt des Vaters zurück. Am 22. Oktober 1940 wurde er mit seiner Tochter Betty Weil nach Gurs deportiert. Von dort wurden beide am 12. August 1942 nach Auschwitz überstellt. Samuel Weil und Betty Weil wurden in Auschwitz ermordet. Paula, verheiratete Kurz, wurde ebenfalls nach Auschwitz deportiert und hat die Shoah nicht überlebt. |
|      | HIER WOHNTE SAMUEL WEIL JG. 1868 DEPORTIERT ERMORDET IN AUSCHWITZ                                                     | Hauptstraße 32 ·                       | Samuel Weil wurde am 15. Juni 1868 in Ihringen geboren. Seine Eltern waren das Händlerpaar Seligmann und Henriette Weil. Samuel Weil betrieb einen Wein- und Kohlenhandel. Am 14. November 1898 heiratete er Klara Epstein. Das Paar hatte zumindest einen Sohn, Leo (geboren 1900). Wahrscheinlich hatten sie auch einen weiteren Sohn namens Benno. Ein Benno Weil stellte 1951 eine Anfrage wegen einer Geburtsurkunde, als Mutter gab er Klara, geborene Viktor Epstein an. Ab 1933 wurde es geschäftlich immer schwieriger für Samuel Weil, ab 1935 war es nur noch möglich für ein Jahr eine Händlerkonzession erhalten, deshalb stellte er 1936 seinen Handel ein. Während der Reichspogromnacht 1938 wurde er verhaftet und bis 20. November im KZ Dachau inhaftiert. Die Ehe von Samuel und Klara Weil scheiterte, seine Exfrau zog nach Nürnberg, Samuel Weil nach Haigerloch. Gedenkbuch und das Stolpersteinprojekt Eichstetten stellen zwei Versionen des Weges bis zur Ermordung da: Laut dem Stolpersteinprojekt wurde er nach Auschwitz deportiert, laut dem Gedenkprojekt wurde er am 22. November 1942 nach Theresienstadt deportiert und von dort, ungefähr einen Monat später, am 26. September 1942, ins Vernichtungslager Treblinka. Samuel Weil hat die Shoah nicht überlebt. |
|      | HIER WOHNTE SIEGFRIED FRITZ WEIL JG. 1909 DEPORTIERT ERMORDET IN AUSCHWITZ                                            | Hauptstraße 69 ·                       | Siegfried Fritz Weil wurde am 19. Mai 1909 in Eichstetten geboren. Seine Eltern waren Isaak Weil und Mathilde, geborene Bickart. Er hatte vier Geschwister: Theophil (geboren 1902), Julius (geboren 1903), Meta (geboren 1907) und Walter (geboren 1913). Ab 1938 machte er eine landwirtschaftliche Ausbildung in Vorbereitung auf eine Auswanderung nach Palästina. Im Zuge der Reichspogromnacht wurde er verhaftet und im KZ Dachau inhaftiert. Am 28. Dezember 1938 wurde er wieder entlassen. Die geplante Auswanderung gelang nicht mehr. Am 1. März 1943 wurde er über Essen nach Auschwitz deportiert. Siegfried Fritz Weil verlor dort am 18. Mai 1943 sein Leben. Seiner Schwester Meta gelang die Flucht nach Großbritannien, seine Brüder Julius und Theophil flüchteten in die USA. Bruder Walter wurde ebenfalls ermordet. Sein Vater und seine Tante Karoline Seelig überlebten die Lagerbedingungen in Gurs nicht. |
|      | HIER WOHNTE SOPHIE WEIL GEB. EPSTEIN JG. 1869 DEPORTIERT 1940 TOT IN GURS                                             | Hauptstraße 42 ·                       | Sophie Weil geb. Epstein, wurde am 11. Juli 1869 in Eichstetten geboren. Sie war eines von sieben Kindern des Viehhändlers Heinrich Marx Epstein und seiner Frau Regina, geborene Burger. Die Familie war wohlhabend. Am 24. Juni 1895 heiratete sie den Handelsmann Ludwig (Elieser) Weil (geboren 1864). Das Paar hatte eine Tochter, die 1896 geborene Amalie. Ludwig Weil starb 1916, ihre Tochter zog nach Mannheim. Nach der Reichspogromnacht 1938 zog Sophie Weil in das von Heinrich Epstein zur Verfügung gestellte Altersheim in Gailingen. Am 22. Oktober 1940 wurde sie von dort in das Lager Gurs deportiert. Sophie Weil verlor hier ihr Leben. |
|      | HIER WOHNTE THEKLA WEIL GEB. WEIL JG. 1888 DEPORTIERT 22.10.1940 GURS ERMORDET IN AUSCHWITZ                           | Altweg 13 ·                            | Thekla Weil wurde am 31. Mai 1888 in Eichstetten geboren. Ihre Eltern waren David Weil (geboren 1855–1888) und dessen Frau Pauline, geborene Bloch. Sie hatte einen älteren Bruder, Joseph (geboren 1887). Ihr Vater starb kurz nach ihrer Geburt. Ihre Mutter 1939. Am 22. Oktober 1940 wurde Thekla Weil in das Lager Gurs deportiert. Von dort wurde sie zwei Jahre später nach Drancy und am 12. August 1942 nach Auschwitz deportiert. Thekla Weil hat die Shoah nicht überlebt. Ihr Bruder Joseph war aus Eichstetten weggezogen, wurde Kaufmann und wohnte zuletzt in Berlin. Von dort wurde er 1943 nach Theresienstadt und schließlich 1944 nach Auschwitz deportiert. Auch er hat die Shoah nicht überlebt. |
|      | HIER WOHNTE WALTER WEIL JG. 1913 DEPORTIERT ERMORDET IN AUSCHWITZ                                                     | Hauptstraße 69 ·                       | Walter Weil wurde am 20. März 1913 in Eichstetten geboren. Seine Eltern waren Isaak Weil und Mathilde, geborene Bickart. Er hatte vier Geschwister: Theophil (geboren 1902), Julius (geboren 1903), Meta (geboren 1907) und Siegfried Fritz (geboren 1909). Er wurde Vertreter für Silberbesteckwaren, 1938 wurde ihm die Gewerbelizenz entzogen, da er Jude war. Im Zuge der Reichspogromnacht wurde er verhaftet und in Dachau inhaftiert. Er kehrte als letzter der überlebenden eichstettener Häftlinge zurück, erst am 23. Januar 1939 wurde er wieder frei gelassen. Er ging wie sein Bruder Siegfried Fritz nach Paderborn um sich dort einer landwirtschaftlichen Ausbildung in Vorbereitung auf die Auswanderung nach Palästina zu unterziehen. Die Auswanderung gelang nicht mehr. Er hielt sich unter anderem noch in Riehen, Schweiz, als Flüchtling auf, doch die Schweizer Regierung schickte ihn nach Deutschland zurück. Er kam 1941 in das Jüdische Arbeitsheim Radinkendorf. Am 14. April 1942 wurde er, laut Gedenkbuch, in das Warschauer Ghetto deportiert, laut Stolpersteinprojekt Eichstetten wurde er nach Auschwitz deportiert. Walter Weil hat die Shoah nicht überlebt. Seiner Schwester Meta gelang die Flucht nach Großbritannien, seine Brüder Julius und Theophil flüchteten in die USA. Bruder Siegfried Fritz wurde ebenfalls ermordet. Sein Vater und seine Tante Karoline Seelig überlebten die Lagerbedingungen in Gurs nicht. |

## Verlegedaten

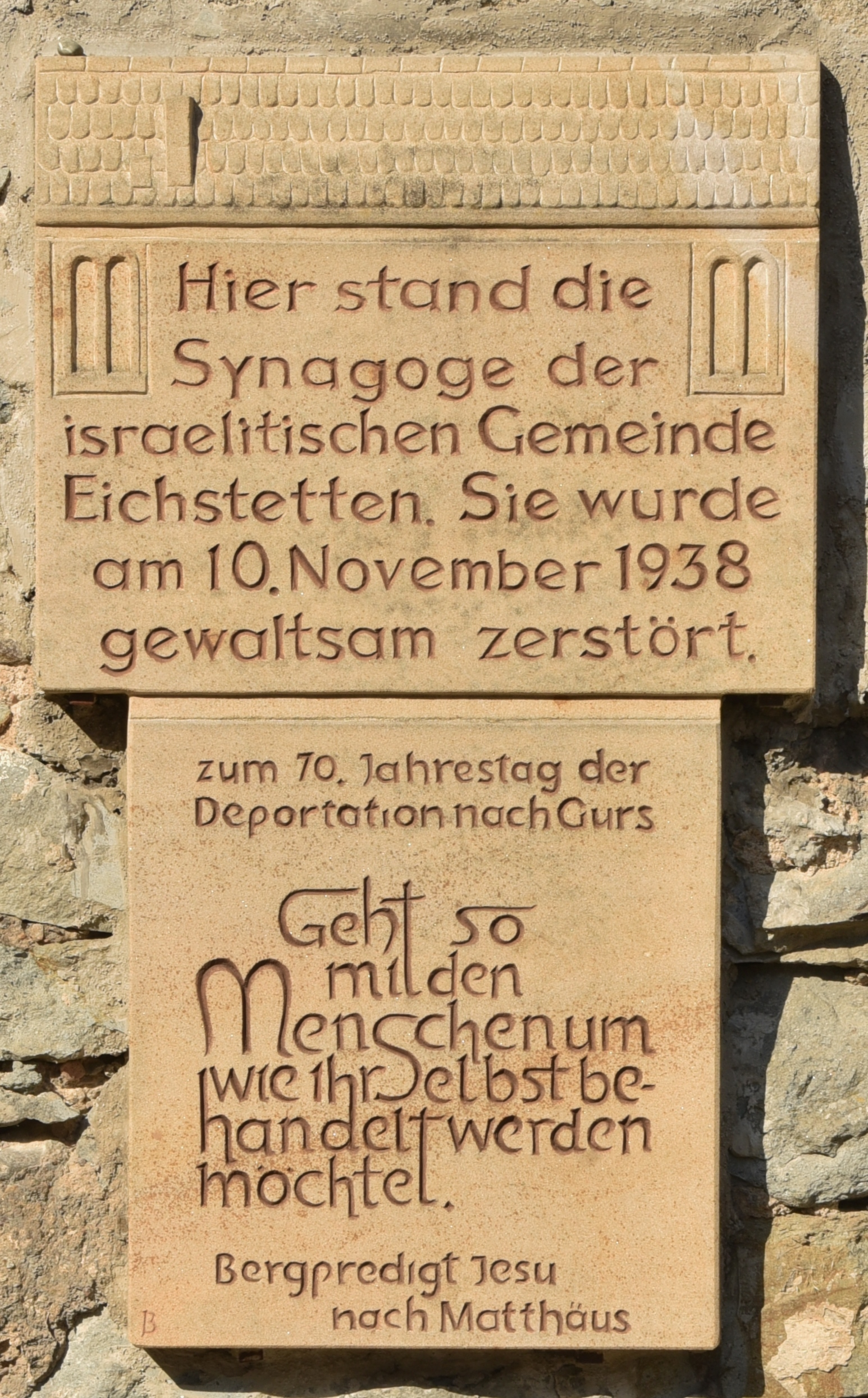
Gedenktafel für die zerstörte Synagoge

Die Stolpersteine von Eichstetten wurden an folgenden Tagen von Gunter Demnig persönlich verlegt:
1. April 2003, Hauptstraße 42
2. 8. April 2005, Hauptstraße 27
3. 16. September 2006, Altweg und Hauptstraße (11 Stolpersteine)
4. 29. September 2007, Bahlinger Straße 3 und 7, Hauptstraße 32, 35, 42 (Sophie Weil), 54 (Auguste und Siegfried Bloch) und 69
5. 24. Juli 2008, Altweg 11, 23 und 31, Eisengasse 8
6. 23. Mai 2009, Altweg 13 (Thekla Weil), Altweg 17 (Sophie Epstein), Hauptstraße 54 (Ernestine „Esterle“ Weil), Bahlinger Straße 5 (Ilse Biedermann) und Nimburger Straße 8 (Johanna Dreifuss)
7. 14. Juli 2011, Hauptstraße 54 (Emil Weil)